# Shunpei Uto
Shunpei Uto (n. 1 decembrie 1918, Kakegawa, Japonia – d. anii 2010) a fost un înotător ce a reprezentat Japonia, medaliat olimpic. A participat la o ediție a Jocurilor Olimpice (1936) în care a câștigat o medalie de argint și o medalie de bronz.